# Biografisch Portaal

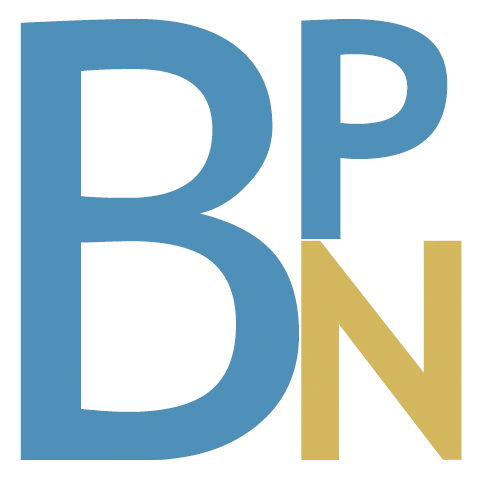
Logo Biografisch Portaal

Biografisch Portaal (Biografický portál) je projekt založen na Huygensově institutu pro dějiny Nizozemska v Amsterdamu s cílem zdarma zpřístupnit prostřednictvím webového rozhraní (portál Biografisch Portaal) biografické texty Nizozemska. Účelem bylo poskytnout digitální přístup ke všem informacím o (zesnulých) Nizozemcích od historie po současnost.

## Historie
Projekt byl zahájen v únoru 2010 materiálem pro 40 000 digitalizovaných biografií. Použitý systém je založen na standardech iniciativy Text Enconding Initiative. Od roku 2011 jsou uvedeny pouze biografické informace o zesnulých lidech. K listopadu 2012 Biografisch Portaal obsahoval 80 206 osob v 125 592 biografiích. V únoru 2012 byl zahájen nový projekt s názvem „Biography Ned” se záměrem vytvořit analytický nástroj pro použití s portálem Biografisch Portaal, který propojí události v čase a prostoru. Hlavním cílem tříletého projektu je formulovat „hranice Nizozemska“.
Nizozemsko jako zeměpisný termín zahrnuje bývalé kolonie a termín „lidé“ se vztahuje jak na lidi narozené v Nizozemsku a jeho bývalých koloniích, tak na lidi narozené jinde, ale poté žijící v Nizozemsku a jeho bývalých koloniích.
Na projektu společně pracovalo deset vědeckých a kulturních orgánů v Nizozemsku s Huygensovým Institutem jako hlavním orgánem. Další orgány jsou:
- Biografie Instituut
- Centraal Bureau voor Genealogie (CBG)
- Digitální knihovna pro nizozemskou literaturu (DBNL)
- Data Archiving and Networked Services (DANS)
- Mezinárodní institut sociálních dějin (IISG)
- Výzkumné centrum pro historii a kulturu (OGC)
- Parlamentní dokumentační středisko (PDC)
- Nizozemský institut dějin umění (RKD)